# Torhamn
Torhamn est une localité de la commune de Karlskrona, dans le comté de Blekinge, en Suède.
En 2010, la population s'élève à 423 habitants.